# 太陽と埃の中で
「太陽と埃の中で」（たいようとほこりのなかで）は、CHAGE&ASKA（現：CHAGE and ASKA）の楽曲。自身の26作目のシングルとして、ポニーキャニオンから1991年1月30日に発売された。

## 背景・チャート成績
1990年8月に発売されたアルバム『SEE YA』からのリカット。当初は前作のシングル「DO YA DO」と共にアルバムの先行シングル候補にも入っていたのだが、本作は先行シングルではなく、アルバムからのシングルカットとなった。
オリコン集計による累計売上枚数は50.3万枚を記録した。自身のシングルで累計売上枚数が50万枚を突破したのは1980年発売の「万里の河」以来、約10年ぶりとなった。

## 収録曲
| #         | タイトル            | 作詞      | 作曲      | 編曲                 | 時間  |
| --------- | ------------------- | --------- | --------- | -------------------- | ----- |
| 1.        | 「太陽と埃の中で」  | 飛鳥涼    | 飛鳥涼    | 飛鳥涼、Jess Bailey  | 5:41  |
| 2.        | 「男と女 (Live)」   | 飛鳥涼    | 飛鳥涼    | 飛鳥涼、十川知司     | 4:52  |
| 3.        | 「SOME DAY (Live)」 | 澤地隆    | CHAGE     | 村上啓介、BLACK EYES | 5:55  |
| 合計時間: | 合計時間:           | 合計時間: | 合計時間: | 合計時間:            | 16:28 |

## 楽曲解説
1. 太陽と埃の中で
日清食品「カップヌードル レッドゾーン」CMソング。フジテレビ系ワイドショー番組『TIME3』エンディングソング。ヤマハ発動機 オフロードバイク「YAMAHA TT250R」CMソング[注 2]。
青春讃歌を作りたいというのがこの楽曲のきっかけであるという[7][8]。なお、ASKAにとって“青春”は「予想がつかない展開が行われた時期」と表現している[8]。
曲の後半ではミュージシャンのみならず、その場にいたスタッフも含めてコーラスに参加している[7]。
『SEE YA』の収録時よりも演奏時間がやや短縮されている。2002年発売のセルフカバー・アルバム『STAMP』にも収録されている。
1999年8月21日に放送されたフジテレビ系音楽番組『LOVE LOVEあいしてる』でKinKi Kidsがチャゲアスとこの楽曲をコラボレート披露した。KinKi Kidsの堂本剛は、小学校6年生の時からチャゲアスのファンである[9][10]。
小室哲哉は「僕の大好きな、定番のコード進行があって。この曲のサビが『Get Wild』と同じ流れだったんですよ（Am-F-G-C / 6451）。もちろん偶然だと思うんですけど、『使うんだ!チャゲアスも』って凄くうれしかったんですね」と語っている[11]。
2. 男と女 (Live)
1981年10月25日に発売された5枚目のシングル曲。
『CONCERT TOUR '90~'91 "SEE YA!!"』からのライブ音源を収録している。
本シングル盤ではこの音源のみアルバム未収録である。
3. SOME DAY (Live)
『CONCERT TOUR '90~'91 "SEE YA!!"』からのライブ音源を収録している。
1989年10月21日に発売されたCHAGEのバンドMULTI MAXのデビュー・シングルだが、CHAGE&ASKAのライブでも演奏された。このライブ音源は、1998年6月10日に発売されたCHAGEのベスト・アルバム『CHAGE BEST SONGS/PROLOGUE』にも収録されている。

## 収録アルバム
国内盤
- SEE YA (#1)
- SUPER BEST II (#1)※リミックス・ヴァージョン
- SUPER BEST BOX SINGLE HISTORY 1979-1994 AND Snow Mail (#1)※リミックス・ヴァージョン
- CHAGE BEST SONGS/PROLOGUE (#3)
- CHAGE&ASKA VERY BEST ROLL OVER 20TH (#1)
- STAMP (#1)※セルフカバー

海外盤
- 恰克 CHAGE精選集 (#3)
- THE BEST (#1)
- Asian Communications Best (#1)

## カバー作品
太陽と埃の中で
- ザ・ガールハント（2006年、シングル『How to girlhunt isn't it, Pardon?』に収録）
- BLUE BIRD BEACH（2013年、カバー・アルバム『BIG LOVE SONG 〜BBB COVERS〜』に収録）
- 平井堅（2014年、カバー・アルバム『Ken's Bar III』初回生産限定盤AのDVDに収録）